# Hélène Esnault
Hélène Esnault (París, França, 17 de juliol de 1953) és una matemàtica francoalemanya especialitzada en geometria algebraica. Va obtenir el seu doctorat l'any 1976 sota la direcció de Lê Dũng Tráng, amb una tesi titulada Singularites rationnelles et groupes algebriques (Singularitats racionals i grups algebraics).

## Formació
Esnault va obtenir el seu doctorat l'any 1976 a la Universitat Denis Diderot, i l'habilitació a la Universitat de Bonn al 1985. Després d'això, va treballar per a la Societat Alemanya de Recerca a l'Institut Max Planck de Matemàtiques a Bonn.

## Carrera
Es va convertir en catedràtica a la Universitat Lliure de Berlin l'any 2012, on lidera el grup de recerca en àlgebra i teoria de nombres, després d'haver treballat a la Universitat de Duisburg-Essen, a l'Institut Max Planck de Matemàtiques a Bonn i a la Universitat de París VII Denis Diderot.

## Premis i reconeixements
L'any 2001, va guanyar el Premi Paul Doisteau-Émile Blutet de l'Acadèmia de Ciències de París. Al 2003, Esnault i Eckart Viehweg van rebre el Premi Gottfried Wilhelm Leibniz. L'any 2014 va ser triada membre de l'Acadèmia Europea, i és a més membre de la Leopoldina, l'Acadèmia de Ciències i Humanitats de Berlín-Brandenburg i la Europäische Akademie Nordrhein-Westfalen. Al 2019, va ser guardonada amb la Medalla Cantor.